# Aprilovo (Sofia)
Aprilovo (Bulgaars: Априлово) is een dorp in het westen van Bulgarije. Het dorp is gelegen in de gemeente Gorna Malina in de oblast Sofia. Het dorp ligt hemelsbreed 29 kilometer ten oosten van Sofia.

## Bevolking
In tegenstelling tot de naburige dorpen is de bevolking van het dorp Aprilovo in de periode 1934 en 2019 vrij stabiel gebleven. Op 31 december 2019 werden er 989 inwoners in het dorp geregistreerd, een afname vergeleken met het maximum van 1.228 personen in 1975.
|  |

Van de 1047 inwoners reageerden er 1007 op de optionele volkstelling van 2011. Van deze 1007 respondenten identificeerden 915 personen zichzelf als etnische Bulgaren (90,9%), gevolgd door 80 Roma (7,9%) en 3 Bulgaarse Turken (0,3%). 9 respondenten (0,9%) gaven geen definieerbare etniciteit op of behoorden tot een andere etnische groep.
| Etniciteit   | Aantal | %     |
| ------------ | ------ | ----- |
| Bulgaren     | 915    | 90,9% |
| Turken       | 3      | 0,3%  |
| Roma         | 80     | 7,9%  |
| Overig       | 9      | 0,9%  |
| Respondenten | 1007   |       |